# Sárosd
Sárosd är en ort (större by) i provinsen Fejér i centrala Ungern. Orten har 3 064 invånare (2024), på en yta av 48,12 km². Den ligger cirka 24,5 kilometer sydost om Székesfehérvár.